# The Divergent Series: Insurgent
The Divergent Series: Insurgent és una pel·lícula estatunidenca del 2015 dirigida per Robert Schwentke, escrita per Brian Duffield i Akiva Goldsman basada en la novel·la de Veronica Roth. És la seqüela de Divergent.

## Argument
A Insurgent augmenten les expectatives de la Tris mentre busca aliats i respostes a les ruïnes d'una Chicago futurista. La Tris (Shailene Woodley) i en Quatre (Theo James) són ara fugitius perseguits per la Jeannine Matthews (Kate Winslet), la líder de la facció Erudició, amb ganes de poder. Corrent contra el temps, han de descobrir per què els pares de la Tris sacrificaren llurs vides per protegir-la i per què la líder d'Erudició farà qualsevol cosa per aturar-los. Turmentada per les seves decisions passades, però desesperada per protegir els que estima, la Tris, amb l'ajuda d'en Quatre, s'enfrontarà a un reguitzell de desafiaments a mesura que descobreix la veritat sobre el passat i el destí del seu món.

## Repartiment
- Shailene Woodley: Tris Prior
- Theo James: Tobias Eaton (Quatre)
- Jai Courtney: Eric
- Ray Stevenson: Marcus Eaton
- Zoë Kravitz: Christina
- Miles Teller: Peter
- Ansel Elgort: Caleb Prior
- Maggie Q: Tori
- Mekhi Phifer: Max
- Kate Winslet: Jeanine Matthews
- Ben Lamb: Edward
- Octavia Spencer: Johanna Reyes
- Suki Waterhouse: Marlene
- Jonny Weston: Edgar
- Naomi Watts: Evelyn Johnson-Eaton
- Daniel Dae Kim: Jack Kang
- Rosa Salazar: Lynn
- Keiynan Lonsdale: Uriah
- Emjay Anthony: Hector

## Producció
El 7 de maig de 2013, Summit Entertainment revelà que una seqüela basada en Insurgent ja estava en desenvolupament. Brian Duffield, escriptor de Jane Got a Gun, fou contractat per escriure'n el guió. El 16 de desembre de 2013 fou anunciat que Neil Burger, director de la primera pel·lícula, no tornaria per dirigir la seqüela, tanmateix, hi participaria com a productor. L'11 de febrer de 2014 s'anuncià que Akiva Goldsman havia estat contractat per reescriure el guió de Duffield i que Robert Schwentke prendria el lloc de Burger com a director de la pel·lícula. El 21 de març de 2014, Lionsgate donà oficialment llum verda a l'adaptació cinematogràfica d'Insurgent.

### Càsting
El 12 de maig de 2014 es donà a conèixer que Octavia Spencer fou contractada per interpretar la Johanna Reyes. El 29 de maig s'anuncià que Suki Waterhouse i Jonny Weston s'unirien al repartiment en els papers de la Marlene i l'Edgar, respectivament. El 4 de juny de 2014 Naomi Watts fou contractada per interpretar l'Evelyn Johnson-Eaton a Insurgent i les dues parts d'Allegiant. El 5 de juny Daniel Dae Kim fou confirmat per interpretar el paper d'en Jack Kang. El 9 de juny del mateix any es revelà que Rosa Salazar faria el paper de la Lynn. Un dia després, s'informà que Keiynan Lonsdale fou escollit per interpretar l'Uriah. L'11 de juny es donà a conèixer que Emjay Anthony fou contractat per donar vida a l'Hector.